# Candlize
『Candlize』（キャンダライズ）は、矢井田瞳の2枚目のオリジナル・アルバム。2001年10月31日に発売元である東芝EMI / EASTWORLDから発売された。

## 概要
メジャー・デビュー・アルバム『daiya-monde』から1年ぶりとなる作品。
前作同様オリコンチャート第1位を獲得した。
アルバム・タイトルは、「瞳に映し出されるロウソクの炎」を意味する彼女自身による造語「Candlize ＝ Candle + Eyes（キャンダライズ）」。
「手と涙」については、ライブ等で大切な曲であると発言している。

### シングル曲の別バージョン
「Buzzstyle」はシングル・バージョンとは異なり、最後がフェードアウトしないバージョンが収録された。
リオ・デ・ジャネイロでの新録音の「Over The Distance」はシングルに比べ、ストリングスの効いたアコースティックよりのアレンジのバラードになっている。
同じくリオ・デ・ジャネイロでの新録音の「I'm Here Saying Nothing」は、ブラジリアンパーカッションによるニューアレンジなど、シングルとはミックスが異なっている。
カップリング曲の「Life's Like A Love Song」は初期のライブツアーでは必ずと言うほど演奏され、ライブでは観客全員で歌うのが定番である。両曲ともタイトルはシングル・バージョンでは文頭のみ大文字だったが、アルバムでは各単語の頭文字が大文字で表記された（『THE BEST OF HITOMI YAIDA』でもこの表記）。

## 収録曲
| 全作詞・作曲: Yaiko、全編曲: Diamond◆Head。 |                                                                                  |       |            |      |
| #                                           | タイトル                                                                         | 作詞  | 作曲・編曲 | 時間 |
| 1.                                          | 「キャンドル」                                                                   | Yaiko | Yaiko      | 2:58 |
| 2.                                          | 「Buzzstyle」(5thシングル)                                                       | Yaiko | Yaiko      | 4:17 |
| 3.                                          | 「Look Back Again」(4thシングル（1曲目）)                                        | Yaiko | Yaiko      | 3:32 |
| 4.                                          | 「Not Still Over」                                                               | Yaiko | Yaiko      | 2:54 |
| 5.                                          | 「Over The Distance（Album Version）」(4thシングル（2曲目）のアルバムバージョン) | Yaiko | Yaiko      | 4:45 |
| 6.                                          | 「I'm Here Saying Nothing（Album Version）」(3rdシングルのアルバムバージョン)    | Yaiko | Yaiko      | 3:33 |
| 7.                                          | 「空の作り方」                                                                   | Yaiko | Yaiko      | 2:51 |
| 8.                                          | 「贅沢な世界」                                                                   | Yaiko | Yaiko      | 3:36 |
| 9.                                          | 「手と涙」                                                                       | Yaiko | Yaiko      | 3:55 |
| 10.                                         | 「Life's Like A Love Song」(3rdシングルのカップリング)                           | Yaiko | Yaiko      | 4:49 |
| 11.                                         | 「Maze」                                                                         | Yaiko | Yaiko      | 3:44 |
| 合計時間:                                   | 合計時間:                                                                        | 40:57 |            |      |

### タイアップ
- 日本テレビ系ドラマ『歓迎!ダンジキ御一行様』主題歌（M-2）
- マクセル「DVD」「MD&CD-R」CMソング（M-2）
- ローソン「矢井田瞳Candleyes Tour」CMソング（M-2）
- 資生堂「ピエヌ」CMソング（M-3）
- ローソン「矢井田瞳SOUND of CLOVER」CMソング（M-3）
- 日本航空「ACTIVE 北海道 2001」キャンペーンソング（M-5）
- 日本テレビ系「AX MUSIC-FACTORY」AX POWER PLAY #017（M-6）
- 日本テレビ系ドラマ『D-TODAY おいしい女たち』主題歌（M-10）